# Родина напрокат
Родина напрокат (англ. Borrowed Hearts) — різдвяний телевізійний драматичний фільм 1997 року режисера Теда Котчеффа з Рома Дауні та Еріком Маккормаком у головних ролях.

## Сюжет
Сем Філд — впливовий бізнесмен, нащадок багатої родини промисловців, що володіють власною фабрикою. Хоча Сем і трудоголік, йому вдається насолоджуватися життям плейбоя, змінюючи одну дівчину за іншою, і водночас відчувати, що він ніколи не виправдає очікувань свого батька. Але одного разу його прес-секретар і найкращий друг Дейв Геберт каже, що заможний потенційний покупець його компанії вважає Сема вірним сім'янином. І хоча йому не до вподоби вдавати з себе одруженого батька, він погоджується на пропозицію найняти акторів на ролі його дружини та сина. Після кількох невдалих репетицій з найнятою сім'єю Сем майже втрачає надію укласти угоду, як раптом до його будинку заходить 7-річна дівчинка.
Це Зої Рассел, доброзичлива і привітна дівчинка, яка постійно потрапляє в халепу через свої імпульсивні вчинки. Одним з таких став візит до будинку Сема, який, за словами Зої, нагадував її ляльковий будиночок. Мати Зої, Кетлін — мати-одиначка, яка намагається поєднувати материнство з роботою, за збігом обставин — на фабриці Сема. Вона мріяла стати художницею, але погодилася на меншу роботу, коли вийшла заміж за Джеррі Рассела, який згодом покинув її.
Кетлін пропонують велику суму грошей за те, що вони з Зої будуть зображати люблячу сім'ю Сема. Вона не в захваті від Сема, але погоджується на роботу, бо їй потрібні гроші на перший внесок за будинок, а також тому, що Зої дуже подобається будинок Сема. Працівники Сема роблять їй макіяж і навчають, що говорити, а що ні, потенційному клієнтові Хав'єру Дель Кампо. Він планує залишитися в особняку Сема на вихідні, впродовж яких він знайомиться з Зої.
Коли Хав'єр оголошує, що залишиться до завершення переговорів, ще на два тижні, Зої радіє, на відміну від Сема і Кетлін. Сем особливо розчарований, адже сімейні стосунки негативно впливають на його роботу. Одного вечора Зої ненавмисно влаштовує безлад в офісі Сема, що викликає у нього спалах гніву. Кетлін шокована його поведінкою стосовно доньки й вирішує припинити вдавати сім'ю та йде з його дому. Того ж вечора Сем приходить до квартири Кетлін, просить вибачення в Зої й переконує їх повернутися. Наступного вечора «сім'я» з Хав'єром вирушає на ковзанку, де Зої переконується, що Хав'єр — янгол. Тим часом Сем усвідомлює, що він більш зачарований Кетлін, ніж привабливою молодою жінкою, яка фліртувала з ним раніше того вечора.
Саме тоді, коли все йде до завершення, Джеррі з'являється на ланчі Сема, Дейва та Хав'єра. Він вимагає пояснень, що відбувається, і погрожує розповісти про це Хав'єру та зірвати їх переговори. Сем, знаючи про його авантюрний спосіб життя — хоча Зої думає, що він пішов з дому, щоб стати астронавтом, — пропонує йому гроші за збереження їх таємниці, з умовою, що він не зв'яжеться з родиною до Різдва. Невдовзі Кетлін дізнається, що можлива угода між Семом і Хав'єром передбачає продаж, а не злиття, як вона думала, а це означає, що виробництво перенесуть до Мексики, і більшість працівників Сема (включно з Кетлін) втратять свої робочі місця. Своєю чергою, вона показує Сему, як сильно його працівники потребують своєї роботи, що ставить Сема у ще більш скрутне становище. Того ж вечора вони продовжують зближуватися за пакуванням подарунків і вже збираються поцілуватися, але їх перериває Зої, яка прокидається від нічного кошмару.
Різдвяного ранку Хав'єр підписує контракт, хоча Сем не хоче цього робити, стверджуючи, що не займається справами на Різдво. Натомість він цілує Кетлін під омелою, чим засмучує Зої. На додачу до цього з'являється Джеррі, що заплутує Хав'єра. Сем пояснює всю ситуацію, і Хав'єр ставиться до цього з розумінням, навіть пропонуючи виконати умови контракту. Сем знову відмовляється його підписувати, вирішивши натомість зберегти робочі місця працівників фабрики. Джеррі тим часом збирається їхати, запевняючи Зої, що їй буде краще з Семом і Кетлін. Проте вона спустошена й у відповідь вилазить на дерево, щоб побачити, як її батько їде. Сем і Кетлін йдуть за нею, але гілка, за яку трималась Зої, ламається. Вона повисає на гілці й боїться, що довго не протримається. Сем каже їй, що кохає її, і обіцяє спіймати її, що зрештою і робить. Наприкінці ми бачимо, що Зої прийняла Сема як нового батька.

## У ролях
| Актор              | Роль              |
| ------------------ | ----------------- |
| Рома Дауні         | Кетлін Рассел     |
| Ерік Маккормак     | Сем Філд          |
| Сара Розен Фрутман | Зої Рассел        |
| Гектор Елізондо    | Хав'єр Дель Кампо |
| Шон Алекс Томпсон  | Дейв Геберт       |
| Кевін Гікс         | Джеррі Рассел     |
| Барбара Гордон     | Бріджит           |